# Jocelyn Toynbee
Jocelyn Mary Catherine Toynbee, (Paddington, Londres, Anglaterra, 3 de març de 1897 - Oxford, Oxfordshire, 31 de desembre de 1985) va ser una arqueòloga i historiadora de l'art anglesa. A mitjans del segle XX va ser la principal erudita britànica en estudis artístics romans i una de les autoritats més importants reconegudes en aquest camp. Ha exercit de professora al St. Hugh's College d'Oxford, a la Universitat de Reading i al Newnham College de Cambridge, es va convertir en "professora Laurence" d'arqueologia clàssica a la Universitat de Cambridge entre 1951 i 1962, la primera i fins ara l'única dona que va ocupar aquest càrrec.

## Biografia
Jocelyn Toynbee era filla de Harry Valpy Toynbee, secretari de la Charity Organization Society (1861-1941), i de la seva esposa Sarah Edith Marshall (1859-1939), educada a la Universitat de Cambridge en un moment en què les dones no podien graduar-se (la primera graduació a Cambridge atorgada a una dona va ser el 1948). El seu germà Arnold J. Toynbee va ser el conegut historiador universal. També tenia una germana, Margaret Toynbee (1899-1987).
Els seus pares no eren rics i la família vivia amb l'oncle retirat d'en Harry (també anomenat Harry Toynbee) a Paddington, Londres, on va néixer ella i els seus germans. El seu pare va tenir una crisi quan ella tenia uns 10 anys i va estar institucionalitzat durant la resta de la seva vida, el que significa que la seva mare, Edith, va ser la figura més dominant en la vida dels nens. Ella els va conduir cap a beques "abocant tota la seva pròpia educació frustrada per impulsar-los cap a l'èxit acadèmic".
Va rebre una beca per estudiar a la Winchester High School for Girls i, com la seva mare, al Newnham College, Cambridge (1916–20), on va aconseguir un First (matrícula) en el curs de "Classical Tripos". A més, va completar la seva tesi doctoral a la Universitat d'Oxford sobre el tema de l'escultura adriànica, i se li va concedir el Doctorat (DPhil) el 1930.
Jocelyn Toynbee no es va casar mai. Criada com a anglicana, es va convertir més tard al catolicisme. El seu treball amb John Bryan Ward-Perkins sobre la Basílica de Sant Pere i les excavacions del Vaticà (publicat el 1956) va tenir un significat particular per a ella. Després de retirar-se de Cambridge, va continuar publicant una àmplia gamma d'articles acadèmics i va viure a Oxford amb la seva germana Margaret fins a la seva mort el 1985.